# Assassination Nation
Assassination Nation (bra: País da Violência; prt: Nação Assassina) é um filme estadunidense dos gêneros humor negro e suspense, dirigido e escrito por Sam Levinson. Estrelado por Odessa Young, Suki Waterhouse, Hari Nef e Abra, o filme é ambientado na fictícia cidade de Salem, e aborda a vingança e o causa instaurado pelos adolescentes logo após um hacker anônimo vazar seus segredos. O filme estreou no Festival Sundance de Cinema em 21 de janeiro de 2018.

## Enredo
A fictícia cidade de Salem se torna um cenário de caos e violência quando um hacker anônimo vaza os segredos obscuros dos estudantes do ensino médio. O filme aborda temas considerados sensíveis, como assassinato, tortura, racismo, homofobia, transfobia, drogadição, alcoolismo, sequestro e armas.

## Elenco
- Odessa Young como Lily Colson
- Suki Waterhouse como Sarah Lacey
- Hari Nef como Bex Warren
- Abra como Em Lacey
- Bella Thorne como Reagan Hall
- Bill Skarsgård como Mark
- Joel McHale como Nick Mathers
- Maude Apatow como Grace
- Colman Domingo como Diretor Turrell
- Anika Noni Rose como Nancey Lacey
- Kelvin Harrison Jr. como Mason
- Lukas Gage como Eric Lafont
- Cody Christian como Johnny
- Danny Ramirez como Diamante
- Noah Galvin como Marty Kolker
- Jennifer Morrison como Margie Duncan
- J. D. Evermore como Chefe Patterson
- Cullen Moss como Prefeito Bartlett
- Susan Misner como Rose Mathers
- Joe Chrest como Lawrence
- Kathryn Erbe como Rebecca Colson
- Jeff Pope como Oficial Richter
- Andrene Ward-Hammond como Officer Daniels
- Caden Swain como Donny